# Brachiopoda
Il phylum Brachiopoda è composto da invertebrati marini, bentonici sessili sospensivori e a simmetria bilaterale. Il piano di simmetria è perpendicolare al piano di commessura delle valve, che si distinguono in una valva peduncolare (o ventrale) e una brachiale (o dorsale), generalmente più piccola. Sono inequivalvi ed equilaterali.
Ai giorni nostri questi organismi sono poco diffusi in quanto vivono nelle "zone rifugio", cioè ambienti a scarsa popolazione e competizione. Molto diffusi nel Paleozoico, a seguito dell'estinzione in massa del Permiano-Triassico sono migrati in acque più profonde.

## Anatomia

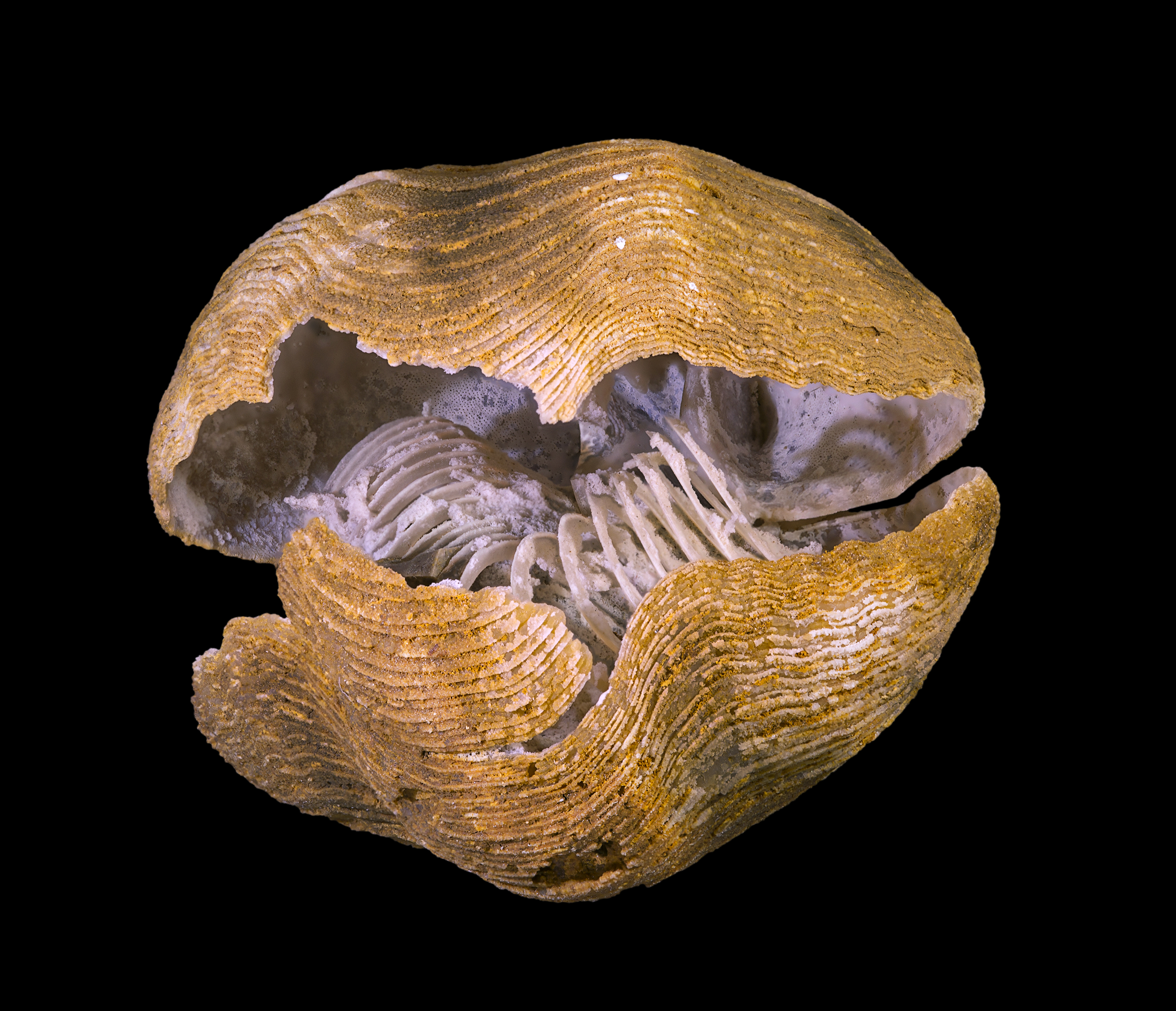
Spiriferina rostrata, brachiopodo fossile (classe Articulata) con il brachidio visibile attraverso la commessura delle valve

Le parti molli sono comprese nella cavità celomatica, situata nella zona posteriore della conchiglia, dove sono disposti i vari organi. Nella zona anteriore è presente la cavità del mantello dove si trovano la bocca, il lofoforo ed eventualmente l'ano. Il mantello secerne la conchiglia e si estende fino al margine di questa. Sono presenti dei canali in esso dove scorre il fluido celomatico, anche se svolgono soprattutto funzioni respiratorie.

### Sistema muscolare
Il sistema muscolare dei brachiopodi svolge soprattutto una funzione di apertura, chiusura, slittamento e rotazione attorno al peduncolo delle due valve, a seconda delle classi. Negli Inarticulata sono presenti un gran numero di muscoli tra cui gli adduttori, abduttori, protrattori, diduttori, ecc. che svolgono tutte le funzioni sopra indicate. Negli Articulata esistono un numero inferiore di muscoli (adduttori e abduttori) in quanto la presenza di una cerniera, formata da denti e fossette rispettivamente su una valva e sull'altra, evita una rotazione della conchiglia. Nella morfologia funzionale i più avanzati sono gli Articulata in quanto, con minor numero di muscoli fanno meno sforzi per i movimenti essenziali ed evitano quelli inutili (slittamento e rotazione) che possono anche favorire la predazione.

### Lofoforo
Il lofoforo è un organo (tentacolare ciliato) a forma di dischi o di braccia dritte o spiralate, coperte da cirri e appendici filamentose, che si trova nella cavità del mantello disposta simmetricamente alla bocca. Il loro movimento favorisce l'apporto di ossigeno e alimento. Questo organo può essere sostenuto da un apparato scheletrico presente sulla valva dorsale, chiamato brachidium.

### Peduncolo

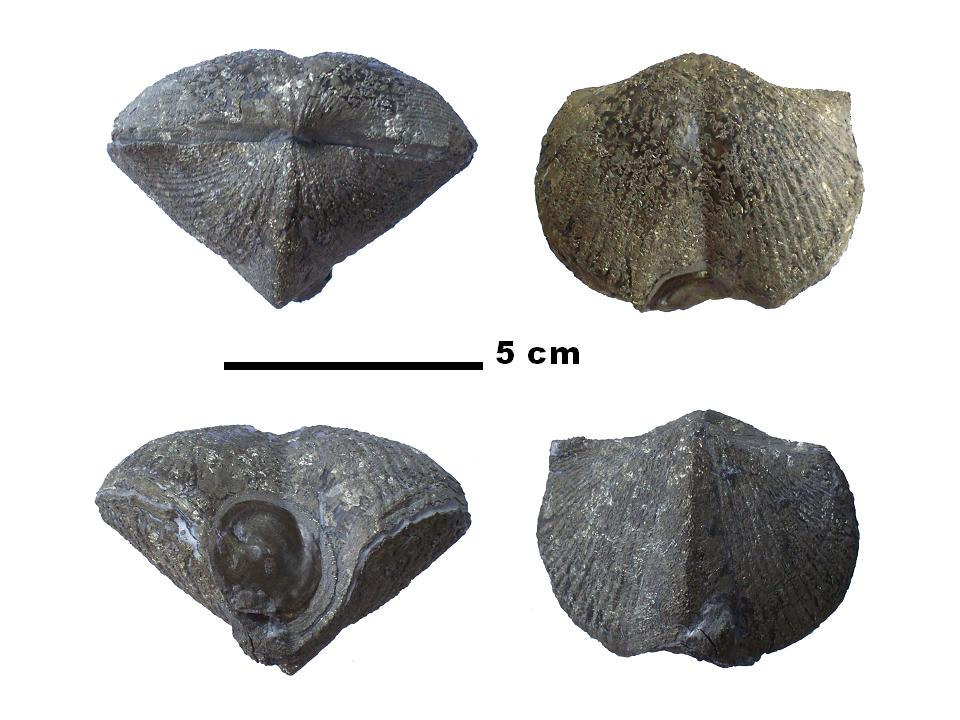
Paraspirifer bownockeri (ordine Spiriferida). Conchiglia fossile di brachiopode articolato dal Devoniano Medio dell'Ohio (USA), formazione Silica Shale. Lato posteriore (in alto a sinistra): visibili gli umboni delle due valve (più sviluppato quello della valva peduncolare, verso l'alto), il delthyrium e linterarea; lato anteriore (in basso a sinistra): visibile la commissura della conchiglia, con piega e solco mediani; lato ventrale (in alto a destra): visibile la forma espansa lateralmente della conchiglia, l'ornamentazione a coste radiali (non presenti sul solco mediano; lato dorsale (in basso a destra): visibile il margine cardinale diritto della conchiglia e gli stessi particolari dell'ornamentazione già descritti. L'esemplare è in parte piritizzato; entro il solco mediano della valva peduncolare è visibile un piccolo organismo incrostante.

Il peduncolo è uno stelo muscoloso che fuoriesce dal delthyrium, un foro di forma triangolare presente posteriormente tra la valva dorsale e ventrale al di sotto dell'umbone (zona di massima convessità della conchiglia), che permette l'ancoraggio dell'organismo al substrato. Generalmente negli Inarticulata è un'estensione del mantello ventrale, di solito non comunicante con quello dorsale. Negli Articulata invece è un cilindro solido formato da una cuticola chitinosa con all'interno tessuti connettivi.

### Conchiglia
La conchiglia presenta il piano di simmetria perpendicolare al piano di commessura delle due valve, che sono inequivalvi e generalmente equilaterali. La valva ventrale o peduncolare è generalmente più grande di quella dorsale o brachiale, chiamata così perché sostiene il brachidium. La zona che si sviluppa avanti all'umbone è chiamata interarea. La linea di contatto posteriore tra le due valve viene chiamata margine cardinale.
Esistono due tipi di guscio: chitinofosfatico e calcareo.
1. Il guscio chitinofosfatico è formato da una frazione di fosfato di calcio e un'alta percentuale di sostanze organiche;
2. Il guscio calcareo è formato da un'alta percentuale di calcite e una bassa frazione di sostanza organica.

La prima è caratteristica degli Inarticulata, la seconda degli Articulata e di qualche rappresentante degli Inarticulata.
All'interno della conchiglia possono trovarsi dei fori, chiamati endopunctae, occupati di solito da invaginazioni o appendici ciecali del mantello. Se non sono presenti il guscio si dirà impunctato, se sono presenti si dirà punctato. Interessa quell'aspetto di alcune conchiglie, dove alcuni cristalli di calcite si sciolgono prima rispetto a quella fibrosa attorno. Questi "fori" daranno alla conchiglia l'aspetto di pseudopunctata.

## Sistematica

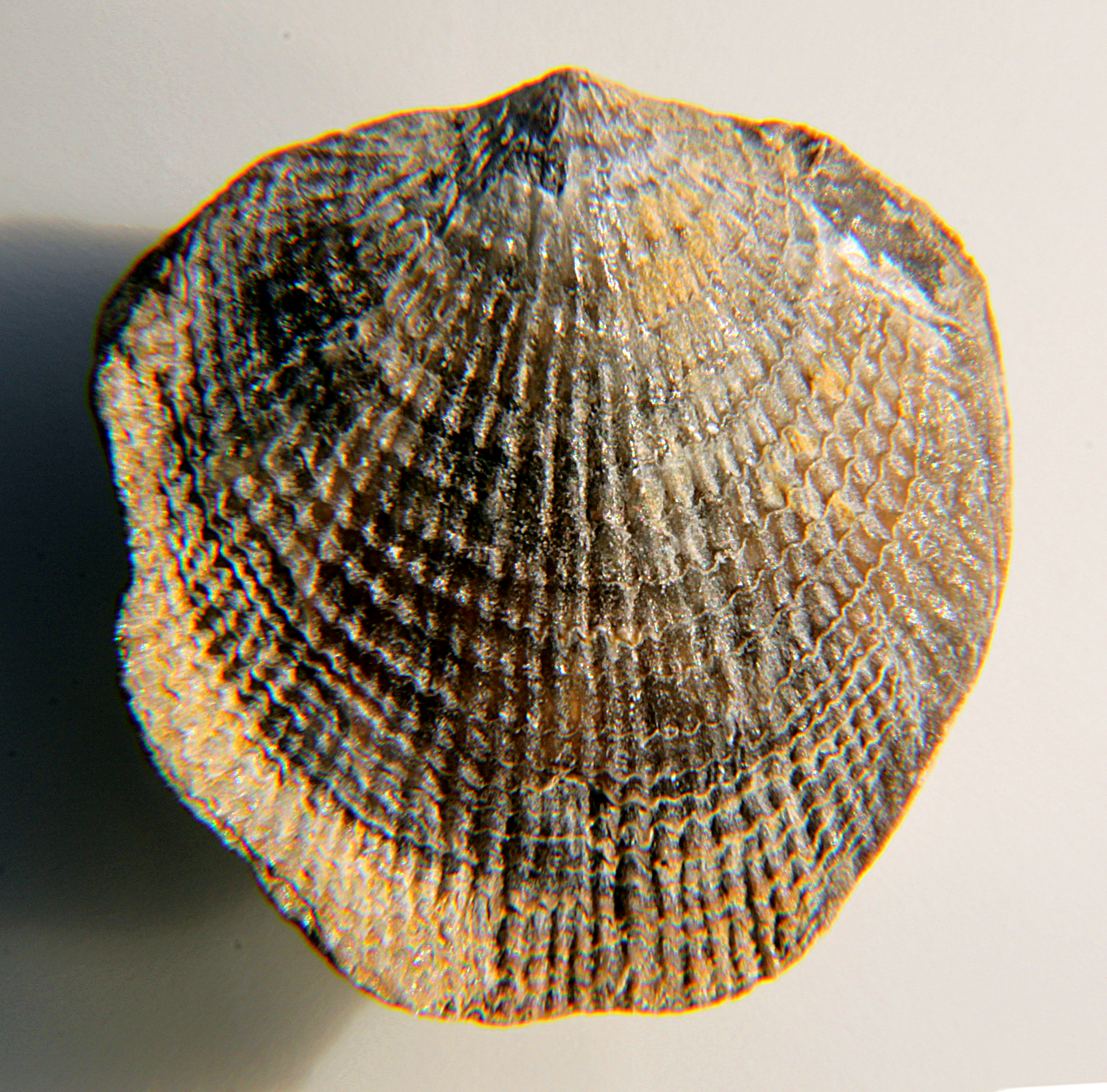
Atrypa reticularis appartenente alla classe Articulata e all'ordine Spiriferida

I generi di brachiopodi sono molto diversificati; ciononostante, si distinguono solo da poche caratteristiche scheletriche. D'altro canto, i generi moderni hanno una diversità minore, ma numerosi tratti caratteristici sia nelle parti molle sia nelle parti dure. Combinare efficacemente i due insiemi di esemplari (contemporanei ed estinti) è un'impresa ardua che si riflette sulle difficoltà di creare un'uniforme classificazione dei brachiopodi. Inoltre, il phylum ha anche subito delle evoluzioni convergenti o retrograde (con la quale un gruppo apicale sembra aver perso una caratteristica presente in un gruppo basale, invertendo di fatto una caratteristica evolutasi nel tempo). Oggi coesistono revisioni più moderne e classificazioni "tradizionali" del phylum, assumendo, volta a volta, un approccio dal basso verso l'alto o viceversa.
La classificazione "tradizionale" è stata definita nel 1869 e contempla una suddivisione in due classi: Articulata (o Testicardines) e Inarticulata (o Ecardines), basata sulla presenza o l'assenza di una cerniera dentata fra le valve della conchiglia. La classe Inarticulata ha le valve tenute assieme unicamente dall'azione di muscoli, la conchiglia priva di denti e fossette, un apparato muscolare molto sviluppato, il lofoforo senza brachidio, presenza di ano, un guscio chitinofosfatico (Atremata) o eccezionalmente calcareo (Neotremata). Nella classe Articulata, le due valve sono articolate tra di loro, con presenza di denti e fossette, presenza di delthyrium e di brachidium; non c'è ano e il guscio è generalmente calcareo, il sistema muscolare formato da adduttori e abduttori ed era divisa in Rhynchonellida e Terebratulida.
La classificazione rivista negli anni 1990 si basa sul materiale che costituisce le conchiglie, dividendo il phylum nella classe Calciata, con la conchiglia in calcite, e la classe Lingulata, a sua volta separata in Lingulida e Discinida, con la conchiglia rispettivamente in fosfato di calcio e in materiale chitinoso. Una terza classificazione moderna separa Craniida in due gruppi: Craniformea e Rhynchonelliformea, con quest'ultima classe che include la Articulata tradizionali; mentre Lingulida e Discinida sono raggruppati sotto Linguliformea e gli ordini Rhynchonellida e Terebratulida sotto Rhynchonelliformea.
La differenza principale nella tassonomia descritta nel Treatise on Invertebrate Paleontology Parte H (edizione rivista 2000/2007) e quella del Treatise part H, dell'edizione del 1965, risiede nei gruppi e nella loro posizione tassonomica. Nella classificazione del 1965, la classe Articulata era divisa in sei ordini: Orthida, Pentamerida, Rhynchonellida, Spiriferida, Terebratulida e Strophomenida. Orthida, Pentamerida, Rhynchonellida, Spiriferida e Terebratulida sono stati poi uniti in Rhynchonellata, mentre Strophomenida ha cambiato nome in Strophomenata quando furono aggiunti i Orthotetida e Billingsellida. Gli ordini Obolellata e Kutorginata erano in precedenza inclusi fra gli Inarticulata, ma sono da allora stati riconosciuti come Articulata. L'antico ordine Spiriferida è stato rivisitato dalla nuova classificazione, includendo gli Spiriferida rivisitati, gli Atrypida, Athyridida e Spiriferinida, ognuno con una propria derivazione filogenetica. Questi erano originalmente sottordini di Spiriferida, che combinava i brachiopodi con un brachidio a spirale, indipendentemente dalla conchiglia o dall'orientamento e lunghezza della cerniera. Questa classificazione più recente riconosce il brachidio a spirale come un elemento di convergenza evolutiva.
Rhynchonelliformea (ossia la classe Articulata rivisitata) è ora diviso in cinque ordini: Obolellata, Kutorginata, Chileata, Strophomenata e Rhynchonellata. I Rhynchonellata sono tuttora esistenti e rappresentano il gruppo più numeroso di brachiopodi oggigiorno. Strophomenata, Chileata, Kutorginata e Obolellata sono oggi estinti. I brachiopodi Obolellata e Kutorginata sono vissuti esclusivamente nel Cambriano, mentre i Chileata si sono sviluppati fino al Paleozoico.
Riportiamo qui sotto la relazione fra le tre classificazioni tassonomiche:

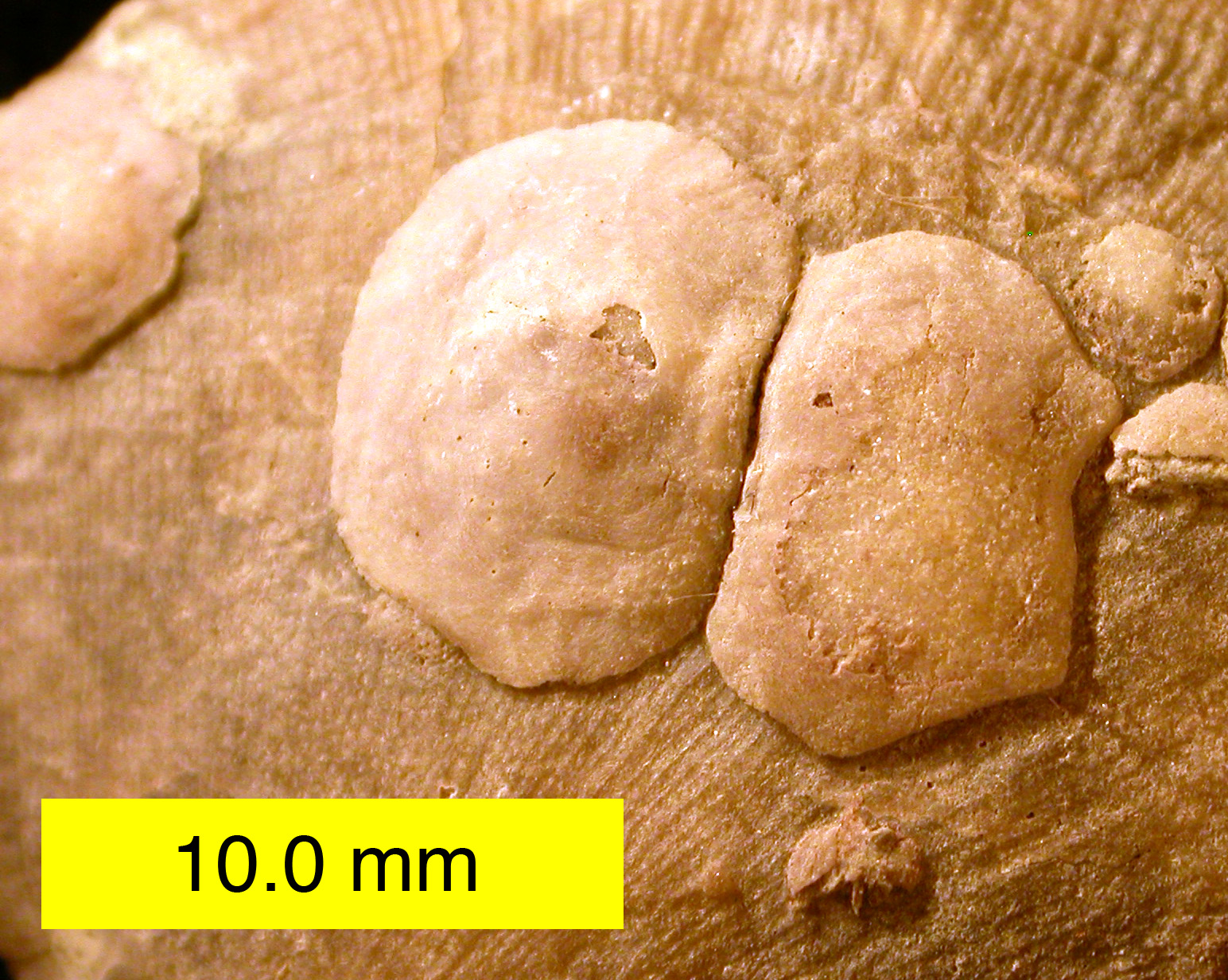
Petrocrania

| Approccio "tradizionale"                     | Inarticulata                                         | Inarticulata                                         | Inarticulata                               | Articulata                                 | Articulata                                 |
| Approccio del materiale delle conchiglie     | Lingulata                                            | Lingulata                                            | Calciata                                   | Calciata                                   | Calciata                                   |
| Approccio in tre parti                       | Linguliformea                                        | Linguliformea                                        | Craniformea                                | Rhynchonelliformea                         | Rhynchonelliformea                         |
| ordini                                       | Lingulida                                            | Discinida                                            | Craniida                                   | Terebratulida                              | Rhynchonellida                             |
| -------------------------------------------- | ---------------------------------------------------- | ---------------------------------------------------- | ------------------------------------------ | ------------------------------------------ | ------------------------------------------ |
| cerniera                                     | senza denti                                          | senza denti                                          | senza denti                                | denti e fossette                           | denti e fossette                           |
| ano                                          | davanti, alla fine di un intestino a U               | davanti, alla fine di un intestino a U               | davanti, alla fine di un intestino a U     | nessuno                                    | nessuno                                    |
| peduncolo                                    | con celoma e muscoli                                 | con celoma e muscoli                                 | nessun peduncolo                           | nessun celoma, muscoli alla giuntura       | nessun celoma, muscoli alla giuntura       |
| peduncolo                                    | lungo, in galleria                                   | corto, fissato su superfici dure                     | nessuno, cementato sul substrato           | corto, fissato su superfici dure           | corto, fissato su superfici dure           |
| periostraco                                  | glicosaminoglicani e chitina                         | glicosaminoglicani e chitina                         | chitina                                    | proteine                                   | proteine                                   |
| strato prismatico di conchiglia, intermedio  | glicosaminoglicani e apatite (fosfato di calcio)     | glicosaminoglicani e apatite (fosfato di calcio)     | calcite (una forma di carbonato di calcio) | calcite (una forma di carbonato di calcio) | calcite (una forma di carbonato di calcio) |
| strato di conchiglia interno madreperlaceo   | collagene e altre proteine, chitinofosfati e apatite | collagene e altre proteine, chitinofosfati e apatite | calcite                                    | proteine e calcite                         | proteine e calcite                         |
| setole attorno all'apertura della conchiglia | Sì                                                   | Sì                                                   | No                                         | Sì                                         | Sì                                         |
| celoma interamente diviso                    | Sì                                                   | Sì                                                   | No                                         | Sì                                         | Sì                                         |

Circa 330 specie viventi sono classificate come Brachiopoda, raggruppate in più di 100 generi. La grande maggioranza dei moderni brachiopodi sono rhynchonelliformi, cioè Articulata con l'esclusione di Craniida.

## Evoluzione dei Brachiopoda
I brachiopodi sono apparsi nel Cambriano inferiore. Nel Cambriano erano già presenti i tre subphylum sopravvissuti fino ai giorni nostri, anche se in proporzioni molto diverse: Linguliformea e Craniformea erano molto più numerosi dei Rhynchonelliformea, al contrario di oggi. I Rhynchonelliformea hanno iniziato a diversificarsi e a occupare nuove nicchie ecologiche già dall'Ordoviciano, venendo trascinati nell'importante radiazione adattativa del periodo assieme a molte altre specie marine tant'è che rimpiazzarono i trilobiti nelle comunità di piattaforma continentale. Alla fine dell'Ordoviciano, il periodo di glaciazione che portò a un'estinzione di massa con la scomparsa di circa il 60% dei generi di animali marini, non toccò particolarmente i brachiopodi, anche se Linguliformea e Ceraniformea si ridussero in varietà.
La radiazione dei brachiopodi continuò durante tutto il Siluriano, fino a raggiungere il suo massimo nel Devoniano. Alla fine del periodo, vi fu un'estinzione che toccò il phylum, con la scomparsa di numerose specie di articulati. Quest'estinzione marcò solo una battuta d'arresto, dato che i brachiopodi continuarono a prosperare e a diversificarsi durante i successivi periodi Carbonifero e Permiano. Alla fine del Permiano, i brachiopodi si ridussero a seguito dell'importante estinzione di massa del Permiano-Triassico. Compaiono tuttavia con una certa frequenza al Monte San Giorgio, in modo particolare nel "Mare di Arzo" (Retico), in particolare nella breccia rossa denominata "Broccatello".
Nel successivo Mesozoico, lo sviluppo dei molluschi Bivalvia soppiantò man mano i restanti brachiopodi che ora vivono in nicchie ecologiche ostili, a scarsa popolazione e competizione.

### Brachiopodi estinti
- Rhynchonella Fischer, 1809 è un genere estinto appartenente alla famiglia Rhynchonellidae.
- Richthofenia è un genere estinto appartenente alla famiglia Richthofeniidae.
- Stringocephalidae chiamato Stringocephalus. Sono cosmopoliti ed esclusivi dei sedimenti marini del Devoniano medio (in un arco di tempo compreso tra i 388,1 e 376,1 milioni di anni fa)[13], rappresentando importanti fossili guida di tale intervallo.
- Strophomena Blainville, 1825 è un genere estinto appartenente alla famiglia Strophomenidae. Si tratta di fossili guida cosmopoliti, tipici dei depositi marini dell'Ordoviciano (il periodo iniziò 505 milioni di anni fa e terminò 438 milioni di anni fa).

## Fattori limitanti
- Euritermi (sopportano una grande forbice di temperature).
- Vivono in ambienti ricchi in ossigeno, qualche specie opportunista può vivere in ambienti instabili.
- Salinità: 30-40‰.
- Hanno bisogno di un substrato solido.
- Hanno bisogno da moderata a elevata turbolenza per evitare lo stagnamento.